# Erithalis quadrangularis
Erithalis quadrangularis är en måreväxtart som beskrevs av Carl Karl Wilhelm Leopold Krug och Ignatz Urban. Erithalis quadrangularis ingår i släktet Erithalis och familjen måreväxter. IUCN kategoriserar arten globalt som sårbar. Inga underarter finns listade i Catalogue of Life.